# Edward Dwyer
Pour les articles homonymes, voir Dwyer.
Edward Dwyer, né le 25 novembre 1895 et mort le 3 septembre 1916, est un soldat de l'Armée Britannique.
Il a reçu la Croix de Victoria, la plus haute récompense pour acte de bravoure face à l'ennemi qui peut être octroyée aux Britanniques et aux forces du Commonwealth.

## Première Guerre mondiale

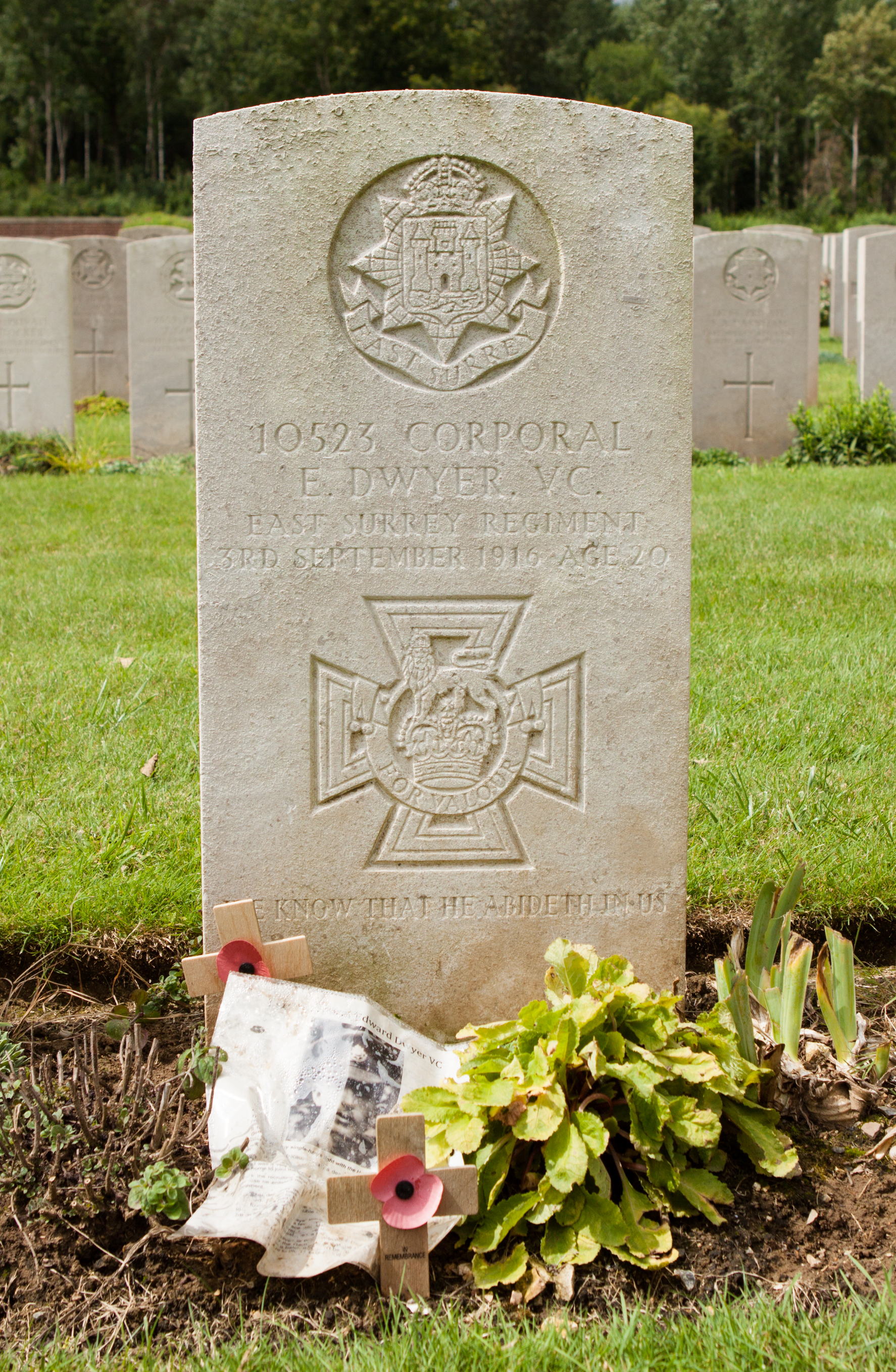
Pierre tombale de Dwyer au Cimetière de Flatiron Copse

Dwyer a 19 ans et appartient au 1er Bataillon East Surrey Régiment, de l'Armée Britannique pendant la Première Guerre mondiale quand il a reçu la croix de Victoria pour ses actions le 20 avril 1915 à la Colline 60 en Belgique.
« For most conspicuous bravery and devotion to duty at Hill 60 on the 20th April, 1915. When his trench was heavily attacked by German grenade throwers he climbed on to the parapet, and, although subjected to a hail of bombs at close quarters, succeeded in dispersing the enemy by the effective use of his hand grenades. Private Dwyer displayed great gallantry earlier on this day in leaving his trench, under heavy shell fire, to bandage his wounded comrades. »
Dwyer a également reçu la Croix de Saint-Georges de la part de la Russie. Par la suite, il obtiendra le grade de caporal. Il a été tué en action à Guillemont dans la Somme, le 3 septembre 1916. Sa tombe se trouve au Flatiron, en France, qui est à 4 km à l'est d'Albert (Parcelle III, Ligne J, Tombe 3).
Sa Croix de Victoria est affichée au musée de la Princess of Wales's Royal Regiment (Reines et Royal Hampshires) situé dans le Château de Douvres (Kent).

## Enregistrement audio sur disque
En 1916, Dwyer a fait un enregistrement audio pour le label Regal dans lequel il décrit son temps lors de la retraite de Mons dans les premiers jours de la guerre. Le monologue décrit la vie au front, la rémunération et les rations alimentaires. Dans cet enregistrement, il y a un exemple d'une des chansons chantées par des soldats à l'époque, It's a long way to Tipperary, We're here because we're her, Here we are again. Les deux côtés du disque de Regal (chacune d'une durée d'environ 3 minutes) faites pour les services d'inscription britanniques sont disponibles sur l'archive audio collections Oh! It's a Lovely War (Vol 1) (Oh! C'est une Belle Guerre (Vol 1)) et Artists Rifles sur CD41, qui comprennent en outre des chansons populaires, des chants patriotiques, des marches et des descriptions. L'enregistrement d'Edward Dwyer semble être le seul à avoir été fait par un soldat britannique pendant la Grande Guerre et, comme tel, est unique. Une partie de l'enregistrement a été utilisé en 2003 dans le documentaire de La Première Guerre Mondiale.